# Nicky Hopkins
Nicky Hopkins (født 24. februar 1944, død 6. september 1994) var en britisk musiker, som medvirkede ved indspilning af mange kendte sange i 1960'erne og 1970'erne.
Hopkins var medlem af flere grupper, deriblandt The Jeff Beck Group og The Kinks, men han er først og fremmest kendt som studiemusiker, hvor han spillede piano og orgel på flere album med bands som The Rolling Stones, The Beatles, The Who, John Lennon, m.fl. Blandt de mest kendte albums han har medvirket på kan nævnes "Sympathy for the Devil" (The Rolling Stones), "Jealous Guy" (John Lennon) og "Revolution" (The Beatles).
Nicky Hopkins var medlem af Scientologibevægelsen.